# Elgin and Havelock Railway
Die Elgin and Havelock Railway war eine Eisenbahngesellschaft in der kanadischen Provinz New Brunswick. Sie wurde 1876 zunächst als Elgin Branch Railway gegründet und eröffnete noch im gleichen Jahr die Bahnstrecke von Petitcodiac nach Elgin. In Petitcodiac bestand Übergang zur Intercolonial Railway. Die Gesellschaft hatte mit finanziellen Problemen zu kämpfen und wurde mehrfach umgegründet. Ab 1880 firmierte sie unter Petitcodiac and Elgin Railway. 1884 ging die Verlängerung über Petitcodiac hinaus nach Havelock in Betrieb und die Gesellschaft änderte ihren Namen in Elgin, Petitcodiac and Havelock Railway.
Im Oktober 1892 wurde die Gesellschaft zwangsversteigert und die am 23. Juli 1894 gegründete Elgin and Havelock Railway übernahm die Strecke. Am 20. Mai 1918 erwarb die kanadische Regierung die Bahn und gliederte sie in die Canadian Government Railways ein, die kurz darauf in die Canadian National Railways übergingen. Die Strecke wurde 1993 stillgelegt.